# أرشاك أمريان
أرشاك أمريان ولد في 11 سبتمبر 1977) وهو لاعب كرة قدم أرمني محترف.

## وصلات خارجية
- أرشاك أمريان على موقع قاعدة بيانات كرة القدم.إي يو (الإنجليزية)
- أرشاك أمريان على موقع عالم كرة القدم.نت (الإنجليزية)

- eurosport.com